# Сражение при Грюнберге
Сражение при Грюнберге (фр. Bataille de Grünberg) произошло 21 марта 1761 года во время Семилетней войны между французскими и союзными прусскими и ганноверскими войсками у деревни Грюнберг, Гессен, недалеко от Штангенрода. Французы под командованием Жака-Филиппа де Шуазёля нанесли союзникам серьёзное поражение, взяв в плен несколько тысяч человек и захватив 18 военных штандартов. Поражение союзников побудило герцога Фердинанда Брауншвейгского снять осаду Касселя и отступить.

## Предыстория
Во время кампании в Гессене в конце февраля 1761 года союзники отбросили армию Брольи обратно к Рейну. Однако 9 марта Брольи получил подкрепление в 15 000 человек во главе с де Мюи, прибывшее с Нижнего Рейна. 11 марта герцог де Брольи двинулся со всей своей армией на освобождение Касселя, вынудив союзников постепенно отступить. 16 марта Шуазёль обстрелял позиции герцога Фердинанда Брауншвейгского в Штангенроде, вынудив его отступить в Хомберг на Оме. 20 марта герцог де Брольи направил подкрепление (3 кавалерийские бригады и гренадер) Шуазёлю, чтобы атаковать герцога Фердинанда и отбросить его за Ом. Он также послал Клозена в Штангенроде, чтобы поддержать главную атаку Шуазёля на Грюнберг и предотвратить любую контратаку союзников из Хомберга.

## Ход битвы
21 марта Брольи лично прибыл к войскам Шуазёля. Шуазёль развернул свой корпус в 2 колонны. Одна колонна атаковала Грюнберг, а вторая колонна двинулась против Лаубаха. Прежде чем начать атаку на Грюнберг, Шуазёль послал драгун налево, на высоты Штангенрода, а другую часть сил направо, на высоты, отделяющие Грюнберг от Лаубаха.
Позиции Брауншвейга были в деревне Аценхайн, окружённой прудом и несколькими оврагами. Союзники не ожидали нападения в этом районе и были бы совершенно удивлены. Однако французы предпочли открыть огонь своей артиллерией по ближайшим частям союзников. Затем союзники поспешно отступили из деревни и построились на высотах за Аценхайном. Французы выделили свою лёгкую пехоту в лес у Бернсфельда, чтобы обойти союзников справа от них, и одновременно атаковали драгунами и другими конными лёгкими войскам на левый фланг противника, разбили его кавалерию, которая укрылась в лесу. Затем повернули влево и атаковали колонну пехоты, приведя её в беспорядок и взяв несколько пленных. Другая пехота союзников построилась в колонны и двинулась к ближайшему лесу на прорыв; французы преследовали её через заросли своей кавалерией.
Спасая свою пехоту, кавалерия союзников контратаковала французскую кавалерию и рассеяла её. Однако прибытие кавалерийского резерва позволило французам восстановить положение. Последняя контратака союзной кавалерии дала Брауншвейгу достаточно времени, чтобы отступить на Бург-Гемюнден и в большом замешательстве вновь перейти через Ом.
В это время французская бригада, которая должна была продвигаться через лес вдоль реки Ом и построиться на равнине, попала под огонь артиллерии союзников, дислоцированной у деревни Нидеромен. Эта задержка не позволила французам достичь назначенной позиции для завершения окружения союзников и позволила Брауншвейгу отступить с большей частью своего корпуса.

## Последствия
В этом сражении союзники потеряли 2000 человек (в том числе 1200 пленных), 18 знамён, 1 штандарт и 14 орудий; французы потеряли около 1000 человек убитыми и ранеными. Поражение союзников побудило герцога Фердинанда Брауншвейгского снять осаду Касселя и отступить.